# بوبروف
بوبروف (بالروسية: Бобров) هي إحدى مدن روسيا في الكيان الفدرالي الروسي فورونيج أوبلاست.